# Partecipanti alla Gand-Wevelgem 2025
Elenco dei partecipanti alla Gand-Wevelgem 2025.
La Gand-Wevelgem 2025 è stata l'ottantasettesima edizione della corsa. Alla competizione presero parte 25 squadre: le 18 iscritte all'UCI World Tour 2025 e 7 UCI ProTeam.
Ciascuna delle squadre è composta da sette ciclisti, per un totale di 175 accreditati alla partenza.

## Corridori per squadra
Nota: R ritirato, NP non partito, FT fuori tempo, SQ squalificato
| Lidl-Trek               | Lidl-Trek               | Lidl-Trek               | UAE Team Emirates XRG | UAE Team Emirates XRG | UAE Team Emirates XRG | Alpecin-Deceuninck         | Alpecin-Deceuninck         | Alpecin-Deceuninck         |
| ----------------------- | ----------------------- | ----------------------- | --------------------- | --------------------- | --------------------- | -------------------------- | -------------------------- | -------------------------- |
| Nº                      | Ciclista                | Clas.                   | Nº                    | Ciclista              | Clas.                 | Nº                         | Ciclista                   | Clas.                      |
| 1                       | Mads Pedersen           | 1º                      | 11                    | Tim Wellens           | 37º                   | 21                         | Jasper Philipsen           | 44º                        |
| 2                       | Daan Hoole              | R                       | 12                    | Mikkel Bjerg          | 50º                   | 22                         | Robbe Ghys                 | R                          |
| 3                       | Alex Kirsch             | 36º                     | 13                    | Juan Sebastián Molano | R                     | 23                         | Timo Kielich               | 47º                        |
| 4                       | Jonathan Milan          | 3º                      | 14                    | Rui Oliveira          | 66º                   | 24                         | F. Van Den Bossche         | 82º                        |
| 5                       | Jasper Stuyven          | 43º                     | 15                    | Nils Politt           | 34º                   | 25                         | Jonas Rickaert             | 64º                        |
| 6                       | Toms Skujiņš            | 46º                     | 16                    | Florian Vermeersch    | 23º                   | 26                         | Gianni Vermeersch          | 83º                        |
| 7                       | Mathias Vacek           | R                       | 17                    | Filippo Baroncini     | R                     | 27                         | Silvan Dillier             | R                          |
| Soudal Quick-Step       | Soudal Quick-Step       | Soudal Quick-Step       | Intermarché-Wanty     | Intermarché-Wanty     | Intermarché-Wanty     | Ineos Grenadiers           | Ineos Grenadiers           | Ineos Grenadiers           |
| Nº                      | Ciclista                | Clas.                   | Nº                    | Ciclista              | Clas.                 | Nº                         | Ciclista                   | Clas.                      |
| 31                      | Tim Merlier             | 2º                      | 41                    | Biniam Girmay         | 7º                    | 51                         | Salvatore Puccio           | R                          |
| 32                      | Paul Magnier            | 38º                     | 42                    | Roel Sintmaartensdijk | 93º                   | 52                         | Tobias Foss                | 77º                        |
| 33                      | Yves Lampaert           | 51º                     | 43                    | Vito Braet            | 94º                   | 53                         | Bob Jungels                | R                          |
| 34                      | Luke Lamperti           | R                       | 44                    | Hugo Page             | R                     | 54                         | Connor Swift               | 72º                        |
| 35                      | Louis Vervaeke          | 67º                     | 45                    | Adrien Petit          | R                     | 55                         | Joshua Tarling             | 49º                        |
| 36                      | Bert Van Lerberghe      | 52º                     | 46                    | Laurenz Rex           | 10º                   | 56                         | Ben Turner                 | 25º                        |
| 37                      | Warre Vangheluwe        | R                       | 47                    | Jonas Rutsch          | 88º                   | 57                         | Samuel Watson              | 91º                        |
| Team Visma-Lease a Bike | Team Visma-Lease a Bike | Team Visma-Lease a Bike | EF Education-EasyPost | EF Education-EasyPost | EF Education-EasyPost | Bahrain Victorious         | Bahrain Victorious         | Bahrain Victorious         |
| Nº                      | Ciclista                | Clas.                   | Nº                    | Ciclista              | Clas.                 | Nº                         | Ciclista                   | Clas.                      |
| 61                      | Olav Kooij              | R                       | 71                    | Vincenzo Albanese     | R                     | 81                         | Matej Mohorič              | R                          |
| 62                      | Daniel McLay            | R                       | 72                    | Harry Sweeny          | 53º                   | 82                         | Phil Bauhaus               | R                          |
| 63                      | Victor Campenaerts      | 41º                     | 73                    | Owain Doull           | 28º                   | 83                         | Alberto Bruttomesso        | R                          |
| 64                      | Tosh Van Der Sande      | 78º                     | 74                    | Madis Mihkels         | 14º                   | 84                         | Kamil Gradek               | 90º                        |
| 65                      | Tiesj Benoot            | 19º                     | 75                    | Jack Rootkin-Gray     | R                     | 85                         | Andrea Pasqualon           | 68º                        |
| 66                      | Matteo Jorgenson        | 30º                     | 76                    | Yuhi Todome           | R                     | 86                         | Robert Stannard            | R                          |
| 67                      | Julien Vermote          | 87º                     | 77                    | Max Walker            | 79º                   | 87                         | Fred Wright                | 56º                        |
| Arkéa-B&B Hotels        | Arkéa-B&B Hotels        | Arkéa-B&B Hotels        | Cofidis               | Cofidis               | Cofidis               | Decathlon AG2R La Mondiale | Decathlon AG2R La Mondiale | Decathlon AG2R La Mondiale |
| Nº                      | Ciclista                | Clas.                   | Nº                    | Ciclista              | Clas.                 | Nº                         | Ciclista                   | Clas.                      |
| 91                      | Arnaud Démare           | 59º                     | 101                   | Aimé De Gendt         | 26º                   | 111                        | Oliver Naesen              | 21º                        |
| 92                      | Amaury Capiot           | R                       | 102                   | Eddy Finé             | R                     | 112                        | Dries De Bondt             | 22º                        |
| 93                      | Léandre Lozouet         | R                       | 103                   | Clément Izquierdo     | R                     | 113                        | Sander De Pestel           | 35º                        |
| 94                      | Donavan Grondin         | R                       | 104                   | Sam Maisonobe         | 33º                   | 114                        | Oscar Chamberlain          | R                          |
| 95                      | Miles Scotson           | R                       | 105                   | Alexis Renard         | R                     | 115                        | Tord Gudmestad             | R                          |
| 96                      | Giosuè Epis             | R                       | 106                   | Ludovic Robeet        | 70º                   | 116                        | Stefan Bissegger           | 29º                        |
| 97                      | Pierre Thierry          | R                       | 107                   | Jan Maas              | R                     | 117                        | Sam Bennett                | R                          |
| Groupama-FDJ            | Groupama-FDJ            | Groupama-FDJ            | Movistar Team         | Movistar Team         | Movistar Team         | Red Bull-Bora-Hansgrohe    | Red Bull-Bora-Hansgrohe    | Red Bull-Bora-Hansgrohe    |
| Nº                      | Ciclista                | Clas.                   | Nº                    | Ciclista              | Clas.                 | Nº                         | Ciclista                   | Clas.                      |
| 121                     | Valentin Madouas        | 32º                     | 131                   | Carlos Canal          | 20º                   | 141                        | Jordi Meeus                | 9º                         |
| 122                     | Cyril Barthe            | 60º                     | 132                   | Jon Barrenetxea       | R                     | 142                        | Gianni Moscon              | R                          |
| 123                     | Johan Jacobs            | R                       | 133                   | Davide Cimolai        | R                     | 143                        | Ryan Mullen                | R                          |
| 124                     | Olivier Le Gac          | 65º                     | 134                   | Iván García Cortina   | 24º                   | 144                        | Laurence Pithie            | 27º                        |
| 125                     | Sven Erik Bystrøm       | R                       | 135                   | Orluis Aular          | R                     | 145                        | Mick van Dijke             | 76º                        |
| 126                     | Paul Penhoët            | 86º                     | 136                   | Iván Romeo            | R                     | 146                        | Tim van Dijke              | 84º                        |
| 127                     | Clément Russo           | 13º                     | 137                   | Manlio Moro           | 95º                   | 147                        | Danny van Poppel           | R                          |
| Team Jayco AlUla        | Team Jayco AlUla        | Team Jayco AlUla        | Team Picnic PostNL    | Team Picnic PostNL    | Team Picnic PostNL    | XDS Astana Team            | XDS Astana Team            | XDS Astana Team            |
| Nº                      | Ciclista                | Clas.                   | Nº                    | Ciclista              | Clas.                 | Nº                         | Ciclista                   | Clas.                      |
| 151                     | Michael Matthews        | 39º                     | 161                   | John Degenkolb        | 11º                   | 171                        | Davide Ballerini           | 6º                         |
| 152                     | Robert Donaldson        | R                       | 162                   | Alexander Edmondson   | R                     | 172                        | Cees Bol                   | 71º                        |
| 153                     | Patrick Gamper          | R                       | 163                   | Casper van Uden       | 57º                   | 173                        | Aaron Gate                 | 61º                        |
| 154                     | Kelland O'Brien         | R                       | 164                   | Sean Flynn            | 74º                   | 174                        | Michele Gazzoli            | R                          |
| 155                     | Elmar Reinders          | R                       | 165                   | Enzo Leijnse          | R                     | 175                        | Max Kanter                 | R                          |
| 156                     | Max Walscheid           | 55º                     | 166                   | Tobias Lund Andresen  | R                     | 176                        | Evgenij Fëdorov            | 18º                        |
| 157                     | Jasha Sütterlin         | R                       | 167                   | Niklas Märkl          | R                     | 177                        | Mike Teunissen             | 16º                        |
| Lotto                   | Lotto                   | Lotto                   | Israel-Premier Tech   | Israel-Premier Tech   | Israel-Premier Tech   | Q36.5 Pro Cycling Team     | Q36.5 Pro Cycling Team     | Q36.5 Pro Cycling Team     |
| Nº                      | Ciclista                | Clas.                   | Nº                    | Ciclista              | Clas.                 | Nº                         | Ciclista                   | Clas.                      |
| 181                     | Arnaud De Lie           | R                       | 191                   | Hugo Hofstetter       | 5º                    | 201                        | Giacomo Nizzolo            | R                          |
| 182                     | Jenno Berckmoes         | 8º                      | 192                   | Guillaume Boivin      | R                     | 202                        | David Gonzalez             | R                          |
| 183                     | Sébastien Grignard      | R                       | 193                   | Pier-André Côté       | R                     | 203                        | Emīls Liepiņš              | 63º                        |
| 184                     | Alec Segaert            | 45º                     | 194                   | Riley Pickrell        | 80º                   | 204                        | Kamil Małecki              | NP                         |
| 185                     | Arjen Livyns            | 42º                     | 195                   | Matis Louvel          | 17º                   | 205                        | Nicolò Parisini            | R                          |
| 186                     | Brent Van Moer          | 31º                     | 196                   | Michael Schwarzmann   | R                     | 206                        | Jannik Steimle             | 85º                        |
| 187                     | Joshua Giddings         | R                       | 197                   | Tom Van Asbroeck      | 73º                   | 207                        | Rory Townsend              | R                          |
| Team Flanders-Baloise   | Team Flanders-Baloise   | Team Flanders-Baloise   | TotalEnergies         | TotalEnergies         | TotalEnergies         | Tudor Pro Cycling Team     | Tudor Pro Cycling Team     | Tudor Pro Cycling Team     |
| Nº                      | Ciclista                | Clas.                   | Nº                    | Ciclista              | Clas.                 | Nº                         | Ciclista                   | Clas.                      |
| 211                     | Victor Vercouillie      | R                       | 221                   | Anthony Turgis        | 12º                   | 231                        | Matteo Trentin             | 15º                        |
| 212                     | Jules Hesters           | R                       | 222                   | Sandy Dujardin        | R                     | 232                        | Marco Haller               | 48º                        |
| 213                     | Milan Lanhove           | R                       | 223                   | Thomas Gachignard     | R                     | 233                        | Petr Kelemen               | R                          |
| 214                     | Noah Vandenbranden      | R                       | 224                   | Émilien Jeannière     | R                     | 234                        | Fabian Lienhard            | 92º                        |
| 215                     | Yentl Vandevelde        | R                       | 225                   | Samuel Leroux         | 62º                   | 235                        | Marius Mayrhofer           | R                          |
| 216                     | Ward Vanhoof            | 89º                     | 226                   | Lorrenzo Manzin       | R                     | 236                        | Arthur Kluckers            | R                          |
| 217                     | Alex Colman             | 75º                     | 227                   | Alexys Brunel         | 81º                   | 237                        | Maikel Zijlaard            | R                          |
| Uno-X Mobility          |                         |                         |                       |                       |                       |                            |                            |                            |
| Nº                      | Ciclista                | Clas.                   |                       |                       |                       |                            |                            |                            |
| 241                     | Alexander Kristoff      | 4º                      |                       |                       |                       |                            |                            |                            |
| 242                     | Søren Wærenskjold       | R                       |                       |                       |                       |                            |                            |                            |
| 243                     | William Blume Levy      | R                       |                       |                       |                       |                            |                            |                            |
| 244                     | Rasmus Tiller           | 54º                     |                       |                       |                       |                            |                            |                            |
| 245                     | Erik Resell             | 58º                     |                       |                       |                       |                            |                            |                            |
| 246                     | Anders Skaarseth        | 69º                     |                       |                       |                       |                            |                            |                            |
| 247                     | Jonas Abrahamsen        | 40º                     |                       |                       |                       |                            |                            |                            |